# تربت

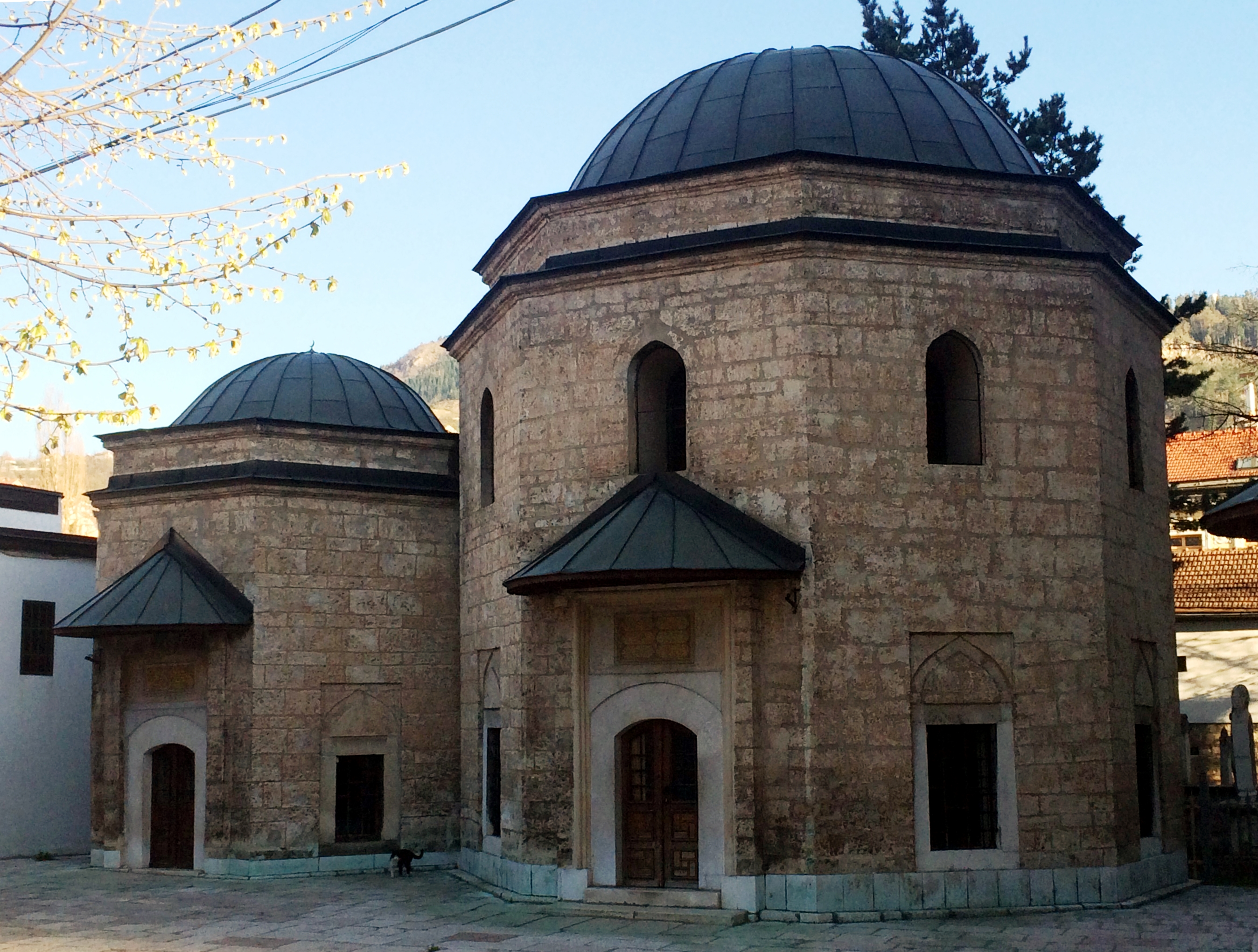
تربت غازی خسرو بگ (۱۴۸۰–۱۵۴۱) در مسجدی به همان نام در سارایوو

تربت واژه‌ای عربی به معنی خاک، اشاره به مقبره یا گور افراد برجسته از جمله سلاطین، رهبران نظامی و مذهبی یا اعضای خانواده‌شان دارد. ساختمان‌های زیبا و تزئینی در عصر عثمانی که تابوت شخص متوفی در آن قرار دارد به ترکی توربه نامیده می‌شوند ولی در ایران واژه گنبد رایج‌تر است.

## تاریخ
تربت‌ها ابتدا در معماری سلجوقی در ایران ظاهر شد و سپس به تدریج در اثر فتوحات آنان در آناتولی گسترش یافت. سنت ساخت مقبره توسط عثمانی نیز ادامه یافت و مقبره‌های زیادی در سرزمین‌های تحت فرمانشان ساختند.
قدیمی‌ترین تربت باقی‌مانده، گنبد کاووس در سالهای ‎۱۰۰۶–۱۰۰۷ برای قابوس بن وشمگیر ساخته شد. همچنین نمونه‌ای از رایج‌ترین شکل گرد توربت، برج رادکان است که قدمت آن به قرن ششم و هفتم هجری می‌رسد.